# Dub (Ratibořské Hory)
Dub (německy Dub) je malá vesnice, část obce Ratibořské Hory v okrese Tábor v Jihočeském kraji. Nachází se asi 1,5 kilometru jihovýchodně od Ratibořských Hor. Dub leží v katastrálním území Dub u Ratibořských Hor o rozloze 6,09 km². Ve vsi se nachází tvrz.

## Historie
První písemná zmínka o vesnici pochází z roku 1390.

## Obyvatelstvo
| Rok            | 1869 | 1880 | 1890 | 1900 | 1910 | 1921 | 1930 | 1950 | 1961 | 1970 | 1980 | 1991 | 2001 | 2011 | 2021 |
| -------------- | ---- | ---- | ---- | ---- | ---- | ---- | ---- | ---- | ---- | ---- | ---- | ---- | ---- | ---- | ---- |
| Počet obyvatel | 265  | 322  | 301  | 264  | 293  | 252  | 225  | 175  | 175  | 133  | 113  | 96   | 83   | 56   | 76   |
| Počet domů     | 28   | 37   | 34   | 34   | 28   | 29   | 37   | 42   | 40   | 35   | 33   | 40   | 47   | 47   | 45   |

## Obecní správa
Při sčítání lidu v letech 1850–1879 Dub byl osadou obce Dobronice u Chýnova v okrese Tábor. V letech 1880–1971 byl samostatnou obcí v okrese Tábor. Od 26. listopadu 1971 je částí obce Ratibořské Hory v okrese Tábor, kdy se konaly obecní volby.

## Galerie

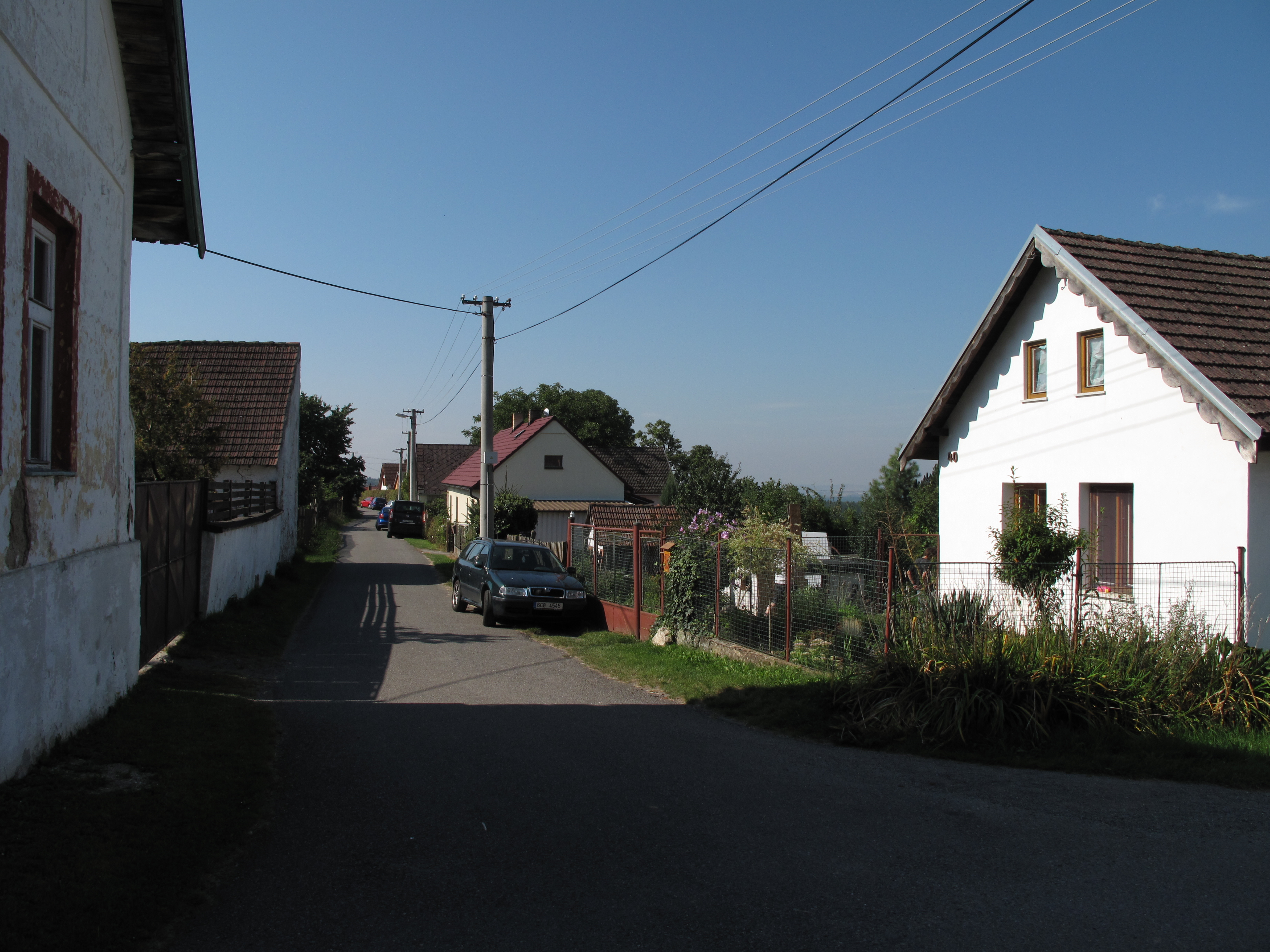
Cesta
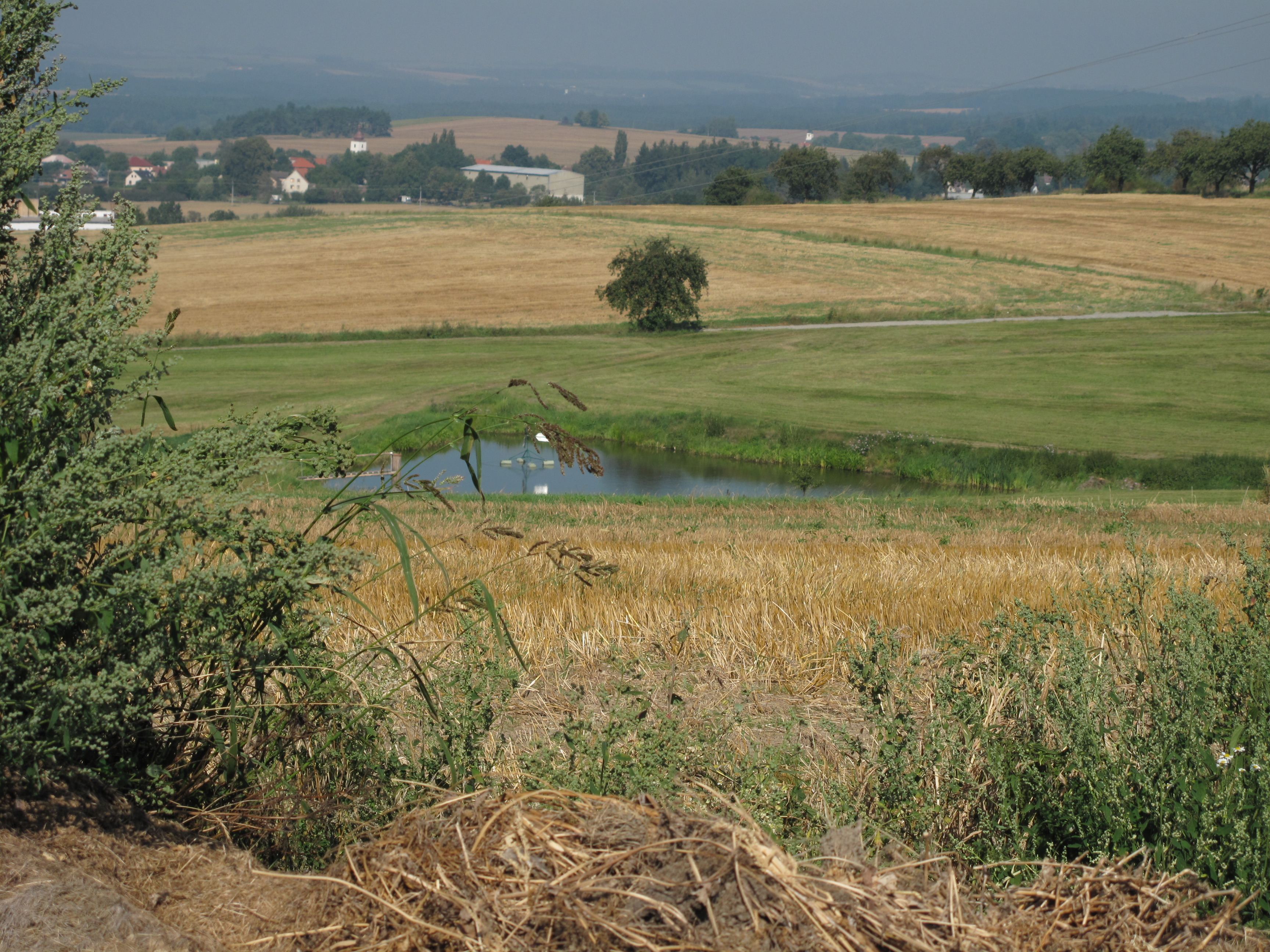
Okolní krajina
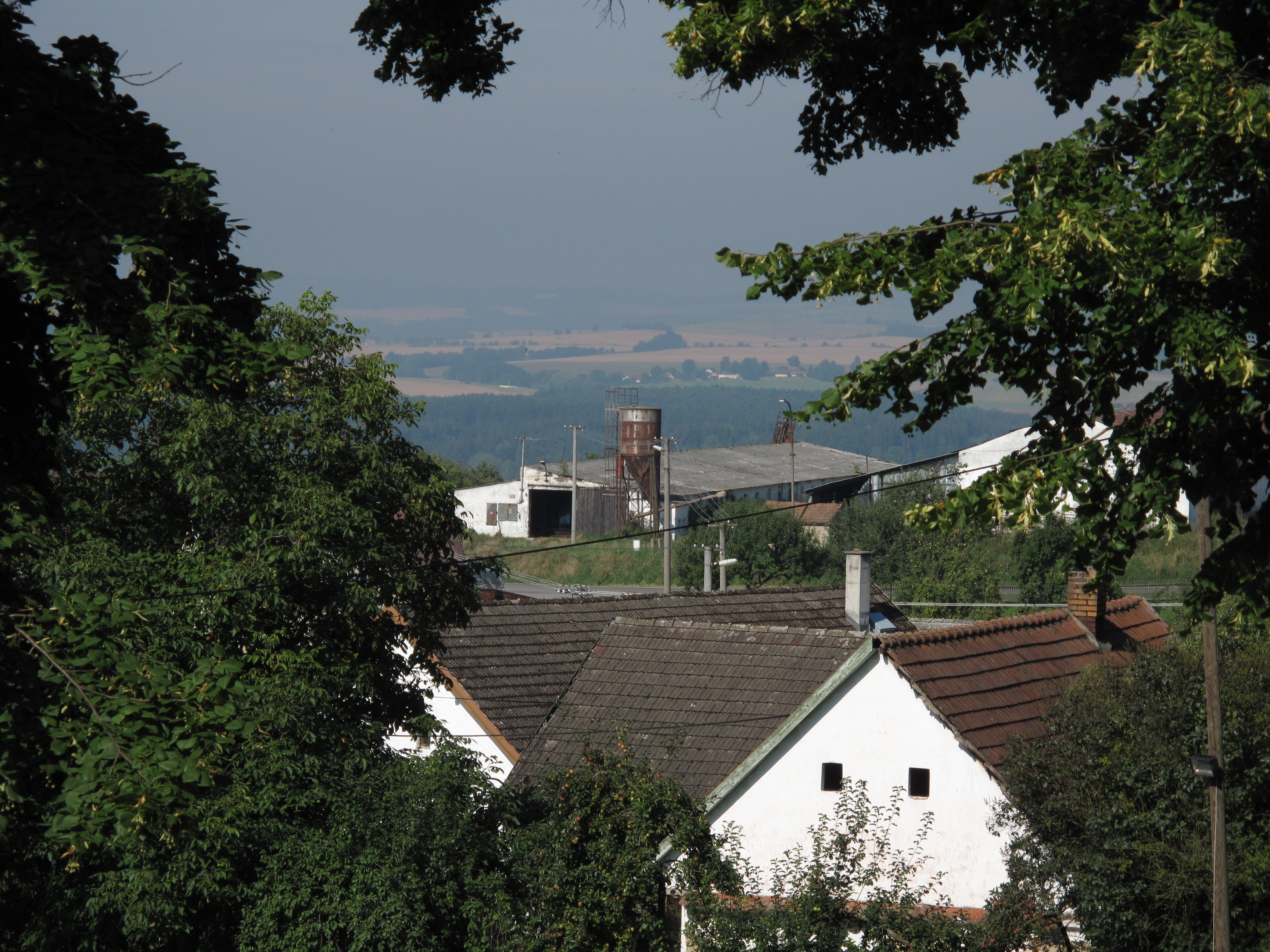
Statek